# God Father

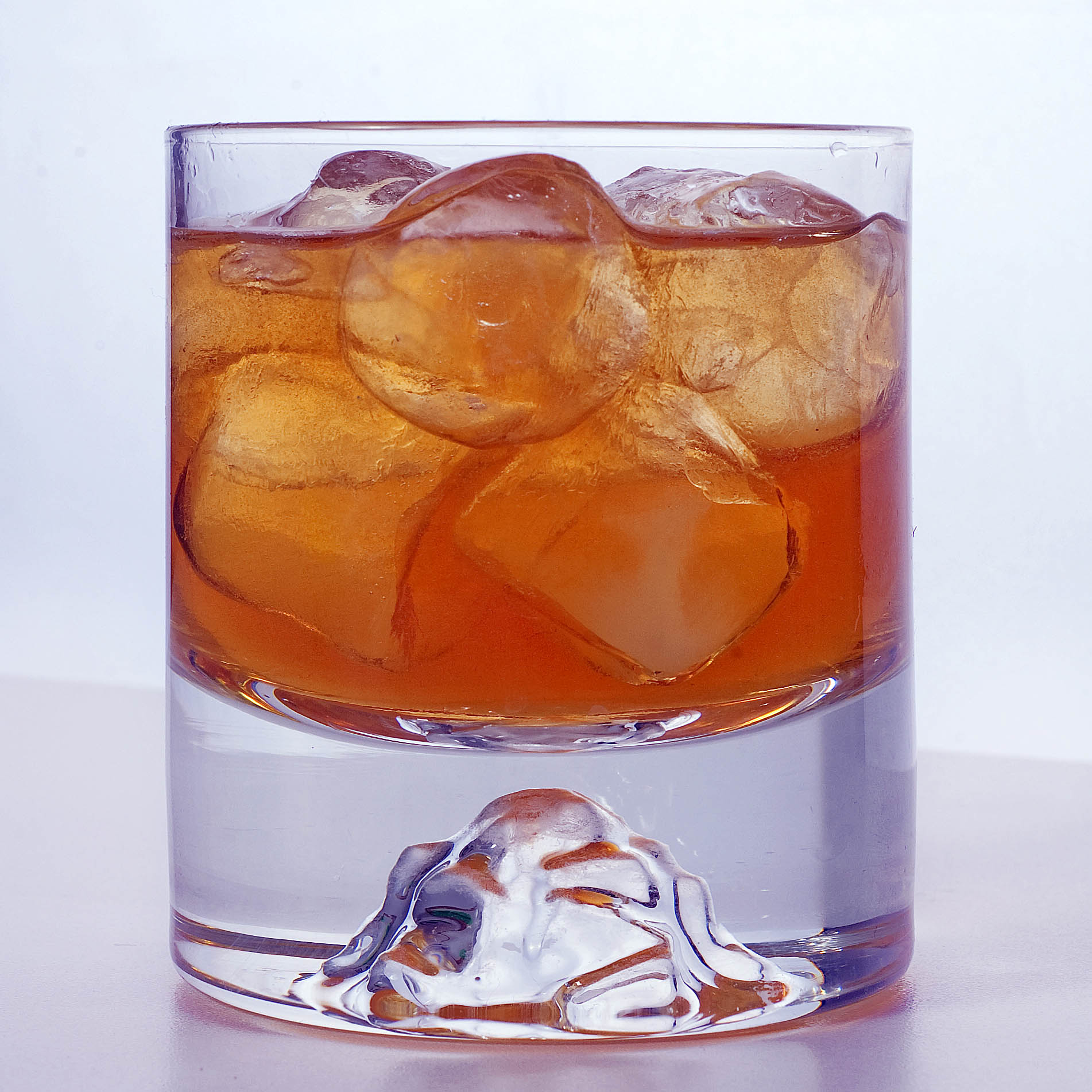
Godfather Cocktail

Der God Father oder Godfather (englisch für Pate) ist ein alkoholhaltiger Cocktail aus Scotch Whisky und Amaretto. Der Shortdrink zählt zu den After-Dinner-Drinks.

## Geschichte
Die Geschichte des Cocktails lässt sich nicht vollständig zurückverfolgen. Die Amaretto-Marke Disaronno beansprucht für sich, dass der Cocktail, der in den 1970er Jahren erstmals auftrat – und damit ein vergleichsweise junger Drink ist –, das Lieblingsgetränk von Marlon Brando war. Dieser spielte in dem 1972 erschienenen US-amerikanischen Spielfilm The Godfather (deutscher Titel Der Pate) Don Vito Corleone, einen der mächtigsten Mafiabosse von New York City. Entsprechend würde der Name des Cocktails auf den Filmtitel zurückgehen.

## Zubereitung und Variationen
Die International Bartenders Association (IBA) führt den God Father in ihrer Liste der Offiziellen IBA Cocktails in der Kategorie Contemporary Classics (etwa: zeitgenössische Klassiker) und empfiehlt die Zubereitung mit gleichen Teilen – je 3,5 cl – Scotch und Amaretto. Der Drink wird direkt im Glas gebaut, das heißt die Zutaten werden in ein Old-Fashioned-Glas gegeben und nach der Zugabe von Eis leicht verrührt.
Ein dem Cocktail sehr ähnlicher Drink ist der Rusty Nail, der aus Scotch und Drambuie gemixt wird. Bei dem Cocktail French Connection wird der Scotch durch Cognac ersetzt, beim God Child durch Sahne.

### God Mother
Als Abwandlung des Cocktails hat sich vor allem der God Mother etabliert. Dabei wird der Scotch durch Wodka substituiert. Auch diese Variante des Drinks wird von der International Bartenders Association in ihrer Liste der Offiziellen IBA Cocktails in der Kategorie Contemporary Classics geführt.